# Glauconycteris humeralis
Glauconycteris humeralisi — вид ссавців родини лиликових. 

## Проживання, поведінка
Країна поширення: Демократична Республіка Конго, Уганда. Пов'язаний з низинними вологими тропічними лісами. Імовірно лаштує сідала в дуплах дерев і густій рослинності.

## Загрози та охорона
Загрози для цього виду не відомі. Поки не відомо, чи вид присутній у котрійсь з охоронних територій.